# Муджуретули
Муджуретули — технический (винный) сорт винограда, используемый для производства красных вин в Грузии. 

## История
Считается одним из самых ценнейших и древних автохтонных сортов винограда Грузии. Происходит из местного колхидского очага виноградного сортообразования, где был получен, вероятно, в результате народной селекции из дикорастущих форм винограда. Ранее некоторые исследователи полагали, что сорт является клоном Александроули, но до сих пор по этому вопросу нет консенсуса.
Сорт едва не был утрачен в период антиалкогольной кампании периода 1985—1990 годов.

## География
Относится к эколого-географической группе сортов бассейна Черного моря. Культивируется в области Рача-Лечхуми. Отдельно можно выделить область возле селения Хванчкара, где производится одноименное вино.

## Основные характеристики
Кусты среднерослые.
Листья средние, круглые, трех-, иногда пятилопастные или цельные, сетчато-морщинистые, реже мелкопузырчатые, зеленые, снизу опушение смешанное. Черешковая выемка открытая, лировидная.
Цветок обоеполый.
Грозди средние, конические, ветвистые, средней плотности, часто очень рыхлые.
Ягоды средние, овальные, обратнояйцевидные, темно-синие, покрыты обильным восковым налетом. Мякоть плотная, довольно сочная.
Вызревание побегов хорошее.
Сорт средне-позднего периода созревания. Период от начала распускания почек до полной зрелости ягод 135—145 дней при сумме активных температур 2800°—2900°С.
Урожайность 41—55 ц/га.
Устойчивость против грибных болезней слабая. Сорт засухоустойчив.

## Характеристика вина
Используется для производства сухих, полусухих и полусладких красных вин. Известное полусладкое вино Хванчкара делают из купажа Александроули и Муджуретули, хотя иногда обходятся чистым Александроули.. Именно Муждуретули придает вкусу Хванчкары бархатистые малиновые оттенки.